# Música de la Alpujarra
La comarca de la Alpujarra, entre las provincias españolas de Granada y Almería, tiene un rico patrimonio musical de carácter folclórico, que se ha mantenido desde mediados del siglo XVIII hasta hoy, permaneciendo vivo a través del Festival de Música Tradicional de La Alpujarra.
En la música tradicional de La Alpujarra, siguiendo la clasificación de Pelegrina, encontramos varios grupos:

## Música de cuerda
De origen castellano y adaptadas a las características de la zona, se incorporaron al folclore local pasodobles, polkas, mazurcas y rumbas, interpretadas por un grupo compuesto, usualmente, por guitarra, bandurria o laúd y percusión casera. No se acompañaba de canto, y su finalidad era el baile, especialmente en la época de la cosecha o en las fiestas.
Una forma derivada, pero muy típica alpujarreña, eran los pasacalles de los mozos.

## Música religiosa
Existe un gran número de piezas de carácter religioso en el folclore alpujarreño, muchas de ellas con origen anterior a la expulsión de los moriscos y, algunas, incluso de época mozárabe.

### La ánimas
Las ánimas es una manifestación folclórica procedente de las danzas de la muerte de la Edad Media. Se cantaban de forma itinerante por cortijos y calles, para recabar limosna para el mantenimiento del culto de las ánimas. En zonas geográficas cercanas, como es el caso de la provincia de Murcia, se mantiene también con fuerza la tradición de las cuadrillas de ánimas, muy similares a las de La Alpujarra.

### Los villancicos
Los villancicos son cantos populares, vinculados a la celebración de la Navidad, de origen castellano. Se cantaban siempre en coro, acompañados de guitarra y panderos, usualmente de forma itinerante por las calles. El musicólogo Tejerizo y Robles recopiló un gran número de villancicos propios del valle del río Guadalfeo.

### Los rosarios de la aurora
Se trata de una tradición consistente en el rezo de un rosario cantado, que se realizaba de forma itinerante por las calles del pueblo, al amanecer. La finalidad de los cantos era la de despertar a la población para que se uniese a la procesión. Algunos autores datan esta tradición en la época de la segunda repoblación de la Alpujarra (siglo XVII).

## Canción amorosa
Se trata de canciones de contenido amoroso, que formaban parte de las prácticas sociales. Pelegrina distingue tres tipos:

### Serenatas
Se trataba de obras estructuradas en tres piezas, con letrilla de alabanza o declaración de amor, en la tercera de ellas. Se solían cantar con acompañamiento de cuerda, en la zona de Sierra Nevada, frente a lo usual de la sierra de la Contraviesa, donde se solían cantar a capella.

### Remerinos
Es una canción de carácter coral, de profundo lirismo. Enrique Morón dice de ellas que se cantaban en los terraos, tinaos y placetas de los pueblos después de labores de tipo familiar, como el desfarfollo, la matanza o la trilla.

### Cantos de meceor
El meceor era un artilugio organizado con cinco palos, sogas de esparto y una tabla de tablear, con el que los mozos mecían a las mozuelas. Las que esperaban su turno, entonaban estas estrofas, del tipo copla,

## Música de la Contraviesa
La música de la zona de la Contraviesa, se ha mantenido de forma más profunda, debido a su tipo de poblamiento, en cortijadas aisladas, escasamente comunicadas entre ellas, y en cortijos situados en terrenos de complicado acceso. Ello ha permitido que lleguen hasta nosotros músicas como el trovo o las parrandas.

### El trovo
El trovo es una poesía repentizada, acompañada de guitarra, bandurria y violín, donde se improvisa sobre asuntos de tipo amoroso, social, de las labores cotidianas... Es una de las manifestaciones folclóricas más importantes de Andalucía, y aunque en su origen estaba extendido por casi toda la península, actualmente se encuentra confinado en esta zona.

### El canto de muleros
Se trata de un canto realizado a capella, sin acompañamiento musical, como complemento del trabajo de la trilla, aunque también en las labores de arado y siega. Solía constar de estrofas de seis versos, interrumpidas por interjecciones dirigidas al arreo de la yunta. Se trata de un género muy extendido por toda Andalucía, y que en La Alpujarra se ha conservado, sobre todo, en la Contraviesa, aunque la desaparición de las labores a las que iba aparejado lo han relegado de forma ostensible. Tiene relación con el palo flamenco llamado cantes de trilla.

### La parranda cortijera
La parranda es el equivalente autóctono de las comparsas de carnaval, y se desarrollaba especialmente en las épocas de Navidad y Carnaval. Musicalmente, se caracterizan por la preeminencia del violín, que marca una escala tonal a lo largo de la copla, con la característica de hacerlo con medio tono menos, con clara influencia africana, lo que le da un cierto aspecto desafinado. Suele cantarse en forma coral, con estrofas simples de tres o cuatro versos.